# 후쿠시마 유나이티드 FC
후쿠시마 유나이티드 FC(일본어: 福島ユナイテッドFC)는 일본 후쿠시마현 후쿠시마시를 연고로 하는 축구 클럽으로 현재 J3리그에 소속되어 있다.

## 역사
1977년에 '페라다 후쿠시마'(FCペラーダ福島)로 출발하였으며, 2006년에 정커스와 합병하여 오늘날에 이른다.

## 선수 명단

### 현역
참고: FIFA 자격 규정에 따라 소속된 국가대표팀 국기를 표시합니다. 선수는 복수의 FIFA 비회원국 국적을 가지고 있을 수 있습니다.
| 번호 | 포지션 | 국적 | 이름        |
| ---- | ------ | ---- | ----------- |
| 24   | DF     |      | 호노 타쿠토 |

| 번호 | 포지션 | 국적 | 이름 |
| ---- | ------ | ---- | ---- |

## 역대 감독
| 감독            | 임기        |
| --------------- | ----------- |
| 다사카 가즈아키 | 2017 ~ 2018 |

틀:후쿠시마 유나이티드 FC
틀:후쿠시마 유나이티드 FC 선수 명단